# 발레리 젤레푸킨
발레리 미하일로비치 젤레푸킨(러시아어: Вале́рий Миха́йлович Зелепу́кин, 1968년 9월 17일~)은 러시아의 아이스하키 선수, 지도자로 포지션은 레프트윙이다. 내셔널 하키 리그(NHL)의 뉴저지 데블스, 에드먼턴 오일러스, 필라델피아 플라이어스, 시카고 블랙호크스 소속으로 뛰었다. 그는 NHL 통산 595경기에 출전했으며, 294득점(117골, 177어시스트)을 기록했다. 뉴저지 데블스 소속 시절인 1995년에는 스탠리 컵 우승을 차지했다.
국제 대회에 소련과 러시아 국가대표팀의 일원으로 활약했으며, 1991년 세계 선수권 대회에서 동메달, 1998년 동계 올림픽에서 은메달을 획득했다.